# Wittstock
Wittstock/Dosse är en tysk stad som är belägen knappt 100 km nordväst om Berlin i Landkreis Ostprignitz-Ruppin, förbundslandet Brandenburg. Wittstock/Dosse var till ytan  Tysklands sjätte största stad 2011. Historiskt är staden mest känd för slaget vid Wittstock 1636.
Wittstock är en viktig trafikknutpunkt i östra Tyskland, där motorvägarna A19 och A24 vid Dreieck Wittstock förbinder staden med Berlin, Hamburg och Rostock.

## Administrativ indelning
Följande småorter i Wittstock/Dosses stadskommun utgör administrativa stadsdelar (Ortsteile):
- Babitz
- Berlinchen

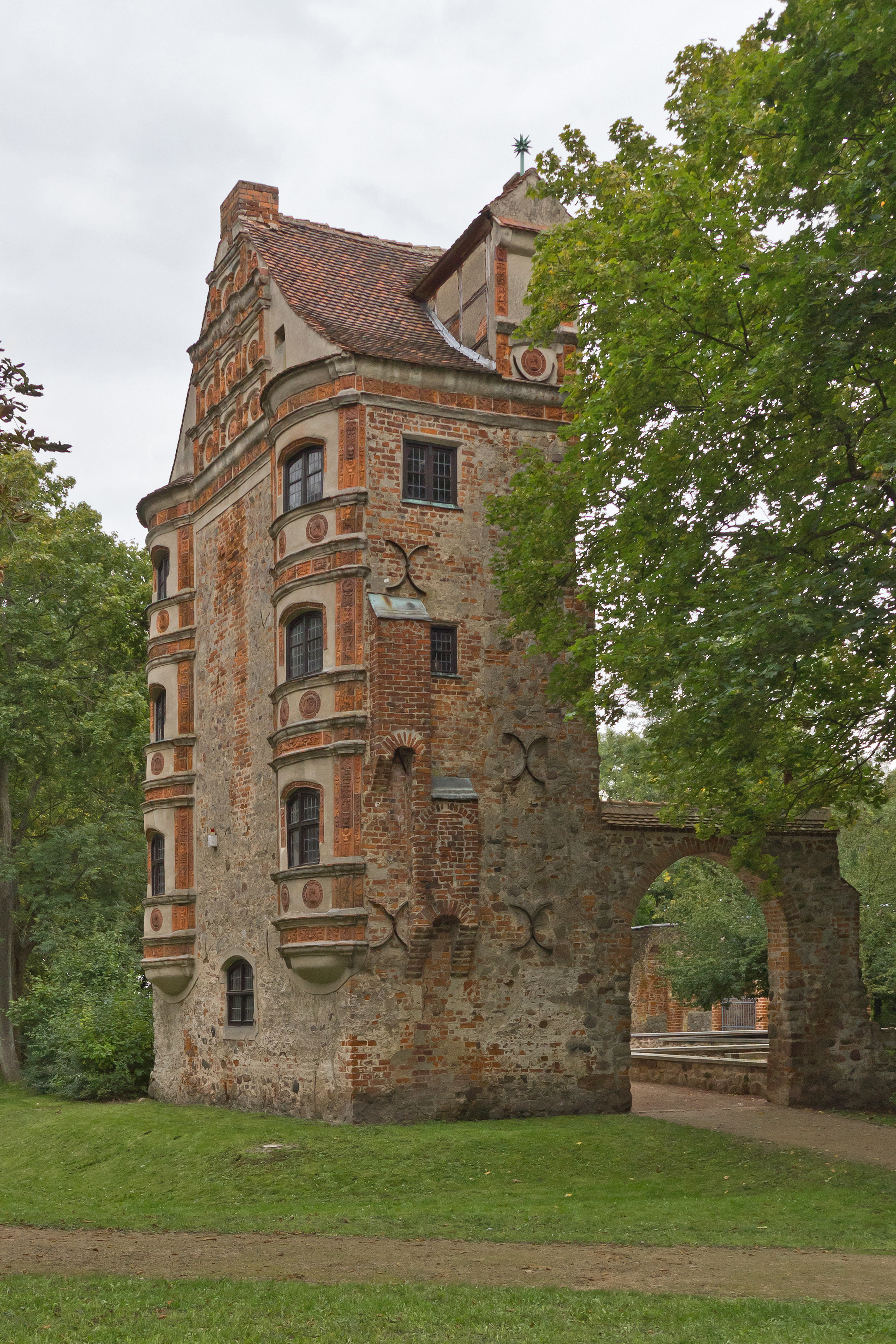
Freyensteins slott utanför Wittstock

- Biesen med Eichenfelde och Heinrichsdorf
- Christdorf
- Dossow
- Dranse
- Fretzdorf
- Freyenstein med Neu Cölln
- Gadow
- Goldbeck
- Gross Hasslow med Klein Hasslow och Randow
- Niemerlang med Tetschendorf och Ackerfelde
- Rossow
- Schweinrich
- Sewekow
- Wulfersdorf
- Zempow
- Zootzen

## Historia
Wittstock var befolkat av en västslavisk stam, dossanerna, redan år 948, då det omnämns i stiftelseurkunden för biskopsdömet Havelberg. År 1248 fick staden stadsrättigheter av biskopen Heinrich I av Havelberg, och mellan 1271 och 1548 var Wittstocks biskopsborg residens för biskoparna av Havelberg, fram till reformationen.
Slaget vid Wittstock 1636, under det trettioåriga kriget, där den svenska armén besegrade den tyska kejserliga armén, ägde rum utanför Wittstock. Staden drabbades hårt av kriget, då omkring halva befolkningen dog i en pestepidemi 1638. En stadsbrand 1715 drabbade staden ytterligare, och bosättare från Württemberg och Pfalz bjöds in att slå sig ned i staden under 1700-talet.
Staden anslöts 1885 till järnvägsnätet. År 1933 inrättade SS ett koncentrationsläger för politiska fångar i Wittstock, vars fångar kort därefter överfördes till Sachsenhausen. Wittstock blev kreisstad i Kreis Wittstock under DDR-eran, en status som staden förlorade efter återföreningen 1993 då Landkreis Ostprignitz-Ruppin bildades genom en kommunreform.

## Befolkning
Stadens befolkning har sedan 1990 minskat med omkring 25 procent, från omkring 20 000 till 14 000.
- Befolkningsutveckling sedan 1875 inom nuvarande kommungränser.
- Aktuella befolkningsutveckling (blå linje) och prognoser.

| År   | Invånare |
| ---- | -------- |
| 1875 | 15 434   |
| 1890 | 15 366   |
| 1910 | 14 873   |
| 1925 | 15 045   |
| 1933 | 15 802   |
| 1939 | 16 538   |
| 1946 | 19 901   |
| 1950 | 20 700   |
| 1964 | 17 717   |
| 1971 | 17 912   |

| År   | Invånare |
| ---- | -------- |
| 1981 | 19 022   |
| 1985 | 19 903   |
| 1989 | 20 447   |
| 1990 | 20 056   |
| 1991 | 19 275   |
| 1992 | 20 561   |
| 1993 | 19 977   |
| 1994 | 19 885   |
| 1995 | 20 164   |
| 1996 | 19 750   |

| År   | Invånare |
| ---- | -------- |
| 1997 | 19 759   |
| 1998 | 19 464   |
| 1999 | 18 584   |
| 2000 | 17 985   |
| 2001 | 17 674   |
| 2002 | 17 305   |
| 2003 | 17 039   |
| 2004 | 16 687   |
| 2005 | 16 363   |
| 2006 | 16 108   |

| År   | Invånare |
| ---- | -------- |
| 2007 | 15 892   |
| 2008 | 15 650   |
| 2009 | 15 407   |
| 2010 | 15 235   |
| 2011 | 14 801   |
| 2012 | 14 708   |
| 2013 | 14 631   |
| 2014 | 14 427   |
| 2015 | 14 380   |
| 2016 | 14 291   |

| År   | Invånare |
| ---- | -------- |
| 2017 | 14 283   |
| 2018 | 14 198   |
| 2019 | 14 131   |
| 2020 | 14 007   |

## Näringsliv
Dagligvaruhandelsföretaget Aldi Nord har ett centrallager i Wittstock.

## Kommunikationer
Wittstock har direkt tågförbindelse med regionaltåget Prignitzexpressen mot Berlin och Wittenberge. I närheten av staden finns en trevägskorsning mellan Bundesautobahn 19 och Bundesautobahn 24, med motorvägsförbindelser i riktning mot Berlin, Hamburg och Rostock.

## Kultur och sevärdheter
Wittstock har en välbevarad stadskärna, med kullerstensgator och många korsvirkeshus.

### Sevärdheter

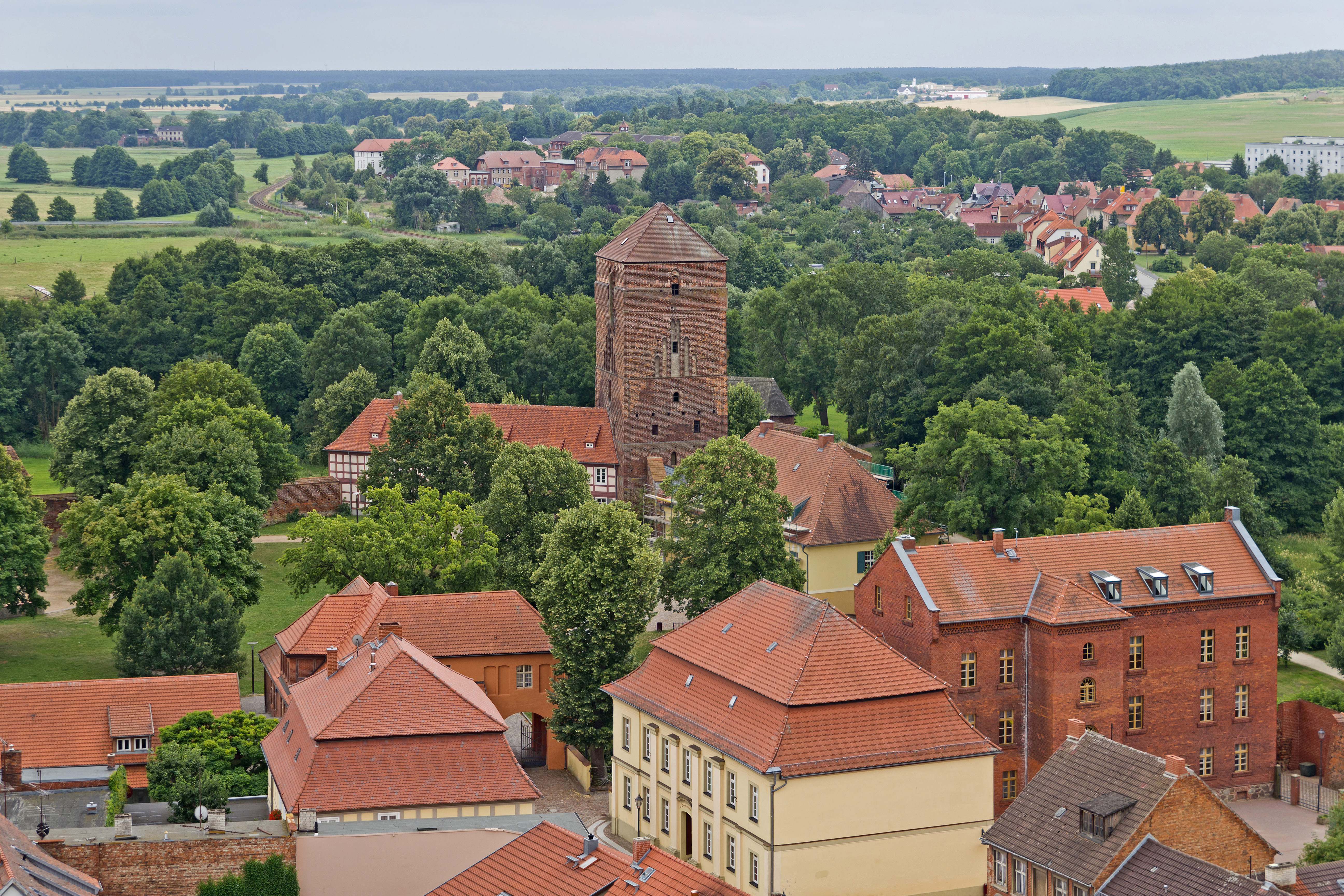
Biskopsborgen i Wittstock

- Stadens ringmur är till större delen bevarad.
- Mariakyrkan, uppförd i tegelgotik på 1200-talet.
- Rådhuset, byggt 1905 med medeltida byggnadsdelar infogade.
- Wittstocks biskopsborg och det intilliggande borgmästarhuset inrymmer två museer: 
  - Ostprignitz regionmuseum
  - Museum des Dreissigjährigen Krieges, Museet för trettioåriga kriget, där man särskilt behandlar slaget vid Wittstock 1636.
- Schwedenstein, ej att förväxla med Schwedenstein i Lützen, är ett 80 ton tungt stenblock, placerat på platsen för Johan Banérs tacksägelsegudstjänst efter slaget vid Wittstock, till minne av slaget.
- Gedenkstätte Todesmarsch im Belower Wald, skapad till minne av offren för dödsmarschen från koncentrationslägret Sachsenhausen, ligger 10 km norr om staden.
- Freyensteins slott

## Kända Wittstockbor
- Minna Cauer (1841–1922), kvinnorättsaktivist och journalist, född i Freyenstein utanför Wittstock
- Ellen Streidt (född 1952 i Wittstock), östtysk sprintlöpare och OS-medaljör

## Vänorter
- Höganäs, Sverige (sedan 2004)
- Uetersen, Schleswig-Holstein, Tyskland (sedan 1990)